# Kineski kesten
Kineski kesten (lat. Castanea mollissima)  Kineski kesten je listopadno cvjetajuće drvo srednje veličine koje je podrijetlom iz Kine i, u svom prirodnom staništu, često se nalazi u šumama i planinskim padinama od razine mora do 9000 stopa (2700 m). Ovo stablo može doseći visinu i širinu od oko 40 stopa (12 m), sa simetričnom i okruglom krošnjom. Grana se nalazi blizu tla, što ga čini dobrim pejzažnim stablom. Nekim ljudima miris njegovog cvijeta je neugodan. Plod je jestiv, privlači divlje životinje, ali je potrebno biti oprezan pri rukovanju jer je bodljikav. Stablo je otporno na kestenovu plamenjaču (uzrokuje jedan od najagresivnijih invazivnih patogena na svijetu Cryphonectria parasitica). Kineski kesten će biti dobro drvo u sjeni u krajoliku i ima zanimljivu jesensku boju.

## Ime roda i vrste
Ime roda dolazi od grada Castania u Tesaliji gdje je drveće navodno raslo u izobilju. Specifični epitet dolazi od latinske riječi za meko, u odnosu na dlakave grančice i donju stranu lišća.

## Opis
Kineski kesten preferira i puno sunca i djelomičnu sjenu i vlažno dobro drenirano tlo. Raste na glinastim, pjeskovitim tlima, ilovači, a podnosi čak i nutritivno siromašna tla. Dobro će se snaći u neutralnim i blago kiselim uvjetima i podnosi povremenu sušu, vruća ljeta i vlagu. Ako se ovo drvo uzgaja zbog jestivih plodova, sadnjom više od jednog stabla olakšat će se unakrsno oprašivanje i proizvesti obilniji urod orašastih plodova. Međutim, kesteni koji padaju mogu predstavljati problem s otpadom.

## Vanjske poveznice
|  | Zajednički poslužitelj ima još gradiva o temi Castanea mollissima |
|  | Wikivrste imaju podatke o taksonu Castanea mollissima             |